# Fritz Halmen
Fritz Halmen, nemško-romunski rokometaš, * 2. april 1912, Baaßen, Avstro-Ogrska, † 11. oktober 2002, Müchen, Nemčija.
Leta 1936 je na poletnih olimpijskih igrah v Berlinu v sestavi romunske rokometne reprezentance osvojil peto mesto.